# Rubus orthostachyoides
Rubus orthostachyoides es una especie de planta del género Rubus, perteneciente a la familia Rosaceae.

## Taxonomía
Rubus orthostachyoides fue descrita por H. E. Weber en 1985.

## Distribución
Se encuentra en el territorio de Europa Occidental y central.